# 熊本バンド

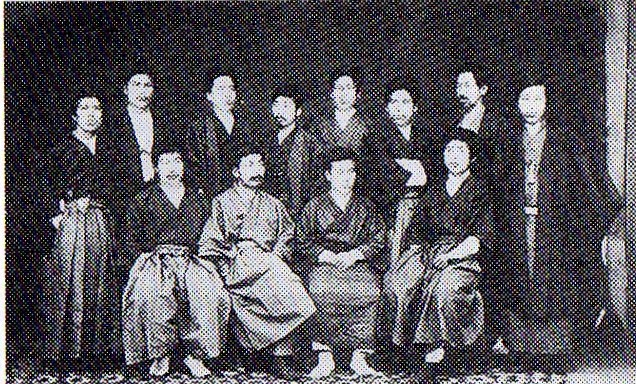
熊本バンドの主要メンバー（同志社英学校の第1回卒業式、明治12年撮影）

熊本バンド（くまもとバンド）は、1876年（明治9年）1月30日に熊本県熊本市の花岡山で、熊本洋学校の生徒35名が、米国人教師L.L.ジェーンズの影響を受けて、自主的に奉教趣意書に署名してプロテスタント・キリスト教に改宗し、これを日本に広めようと盟約を交わした集団のこと。直後に、熊本洋学校は閉校になり、その後新島襄の同志社英学校に移り、卒業後は同志社大学、日本組合基督教会の重鎮になり基礎を築いた。

## 概要
これは、札幌バンド、横浜バンドと並んで日本の明治のプロテスタント派の3つの源流の1つである。花岡山バンドともいう。花岡山山頂には、熊本バンド結成の地として、昭和40年に記念碑が建てられた。これは、奉教の碑と呼ばれている。なお、毎年1月30日には、熊本バンド結成を記念して記念早天祈祷会が開かれている。

## 歴史

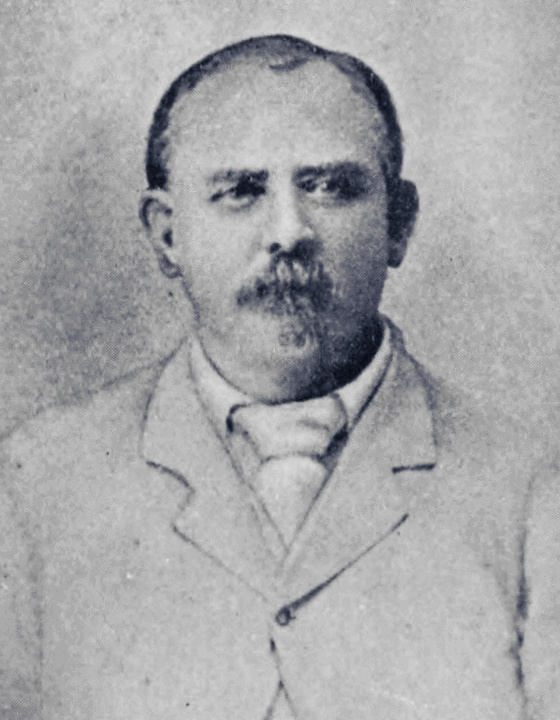
熊本洋学校の教師L.L.ジェーンズ

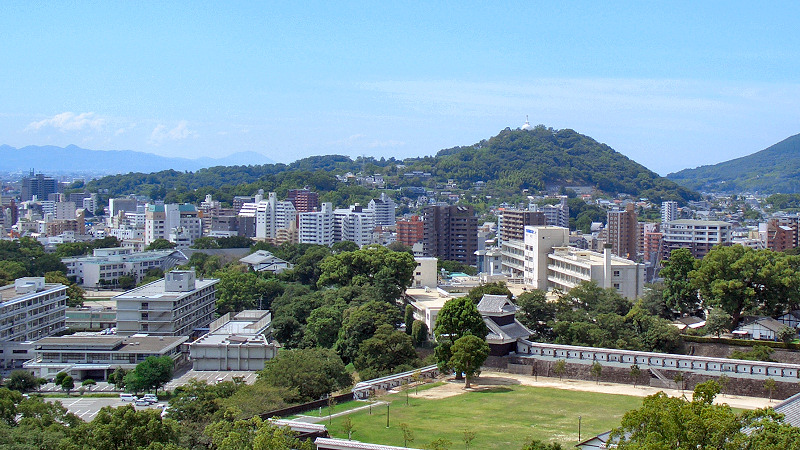
熊本バンドが結成された花岡山

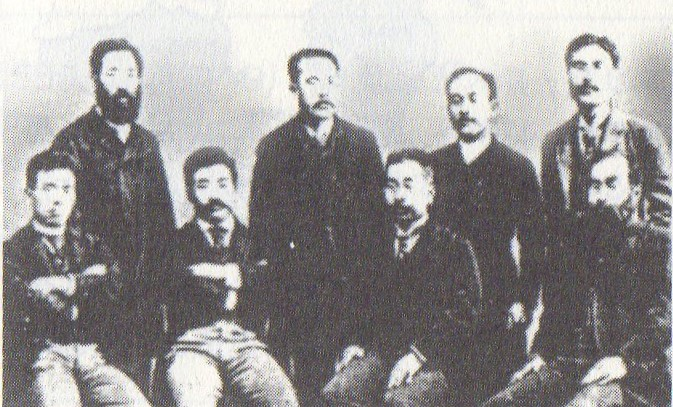
日本組合基督教会の熊本バンド出身者（1892年、前列左端から下村孝太郎、市原盛宏、小崎弘道、宮川経輝、後列左端から海老名弾正、横井時雄、不破唯次郎、森田久萬人）

1871年熊本洋学校が設立された。招かれたアメリカ人教師L.L.ジェーンズ宅で聖書研究会に連なり奉教の決意をした。彼らの、信仰と情熱が青年達を動かし、多数の入信者を産んだ。特に、1875年11月以降に祈祷会の熱が高まる。ジェーンズは平信徒であったので、長崎在住のヘンリー・スタウト宣教師と相談の上、洗礼の礼典を行った。ジェーンズの教育方針は、道義的国家の確立のために、神の信仰に生きる自主的な個人を形成することにあった。こうした教育観が、士族の子として生まれながら、藩制の解体で忠誠の対象を失った青年達に、新しい目標を与えた。
1876年（明治9年）1月30日（29日説もある）、洋学校の生徒35名は熊本城外花岡山で集会を開催し、賛美歌を歌い黙祷と聖書朗読を捧げた後、「奉教趣意書」に誓約した。こうした契約によって結ばれた人々をバンドと称した。この趣意書は「遂にこの教を皇国に布き、大に人民の蒙昧を開かんと欲す。」とあるように、個人的な誓約や教会形成を意識したものというよりは、キリスト教と国家との関係を意識した宗教国家樹立を宣言したものであった。
洋学校は1876年に閉鎖されたが、宮川経輝、金森通倫、横井時雄、小崎弘道、吉田作弥、海老名弾正、徳富蘇峰ら青年達の多くは、新設間もない同志社英学校に転校し、同志社の大きな位置を占めるようになっていく。
熊本バンドは、ジェーンズの影響により、リベラル（自由主義神学）で、国家主義的であった。彼らは1880年代にドイツから流入してきたリベラル神学の影響を受け、日本組合基督教会の教職者になったので、日本の会衆派教会はリベラルが主流派になった。
熊本バンド出身者は後に牧師、教職、官公吏、政治家などになった。また、日本のYMCA設立にも関与し、小崎弘道は1880年（明治13年）設立の東京YMCA初代会長に就任した。彼はYMCAの日本語訳を考える際に中国の『史書』にある「青雲の志」から「青年」という呼称を生み出した。また、原田助も1886年（明治19年）に神戸YMCA会長に就いている。
1926年（大正15年）1月30日に花岡山奉教50年記念式が、霊南坂教会、熊本教会などで行われる。
1965年（昭和40年）11月6日、花岡山で「熊本バンド奉教之碑」の除幕式が行われた。

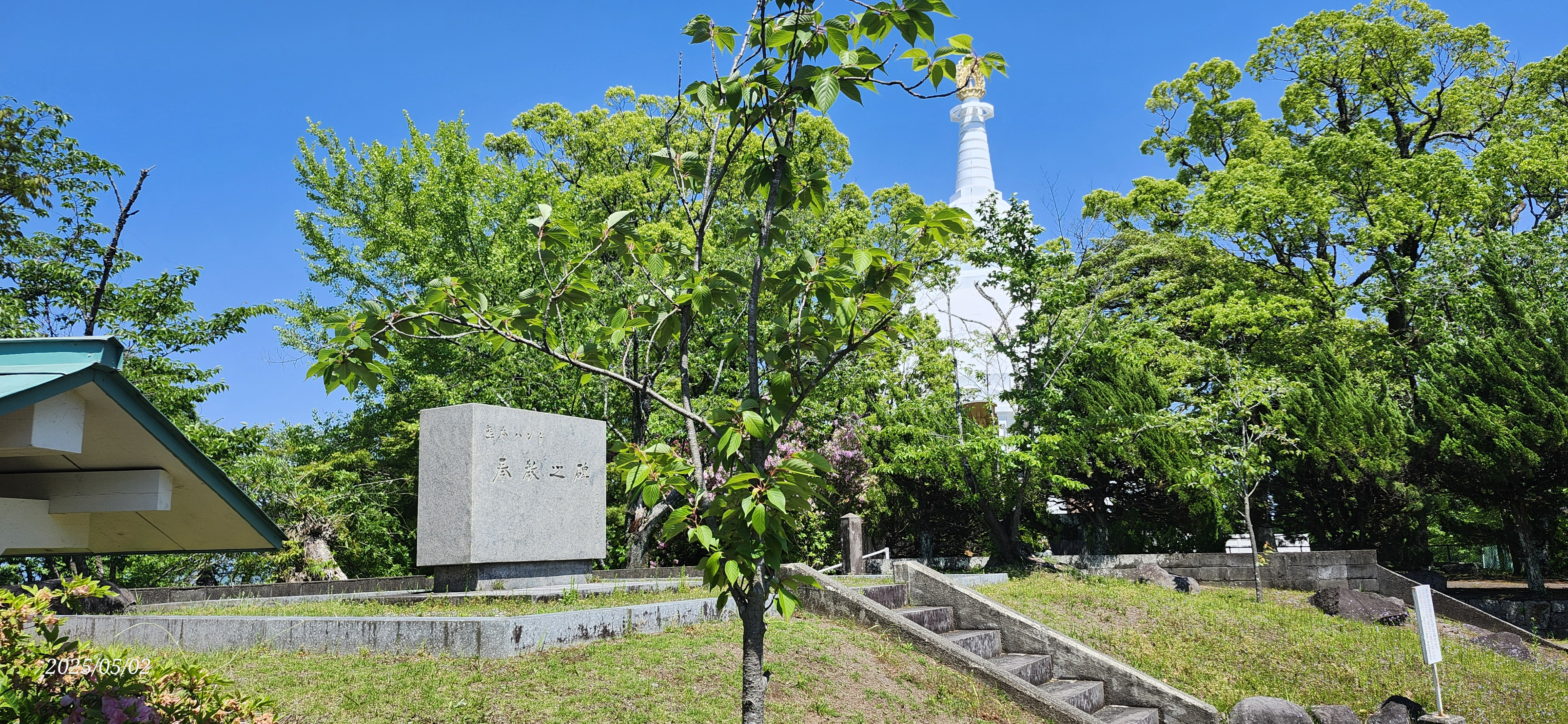
花岡山山頂にある熊本バンド奉教の碑

1976年（昭和51年）に熊本バンド100年記念早天祈祷会が花岡山で開催された。
1997年（平成9年）5月2日小崎弘道の孫にあたる岩村信二が熊本バンドの「子孫の会」をホテルオークラで開催した。宮川経輝、海老名弾正、徳富蘇峰、吉田作弥ら16名の子孫48名が参加した。

## 名称
「熊本バンド」の名称は、メンバーらが名乗ったものではなく、同志社において「特異な存在」である彼らを指して在職中の宣教師ら周囲が呼んだ呼称である。「特異」とは、この一団が熊本県人気質を強く持っていた点、精神のみならず行動の逐一までがキリスト教信者色を強く押し出していた点、そして熊本洋学校時代に一般教育課程を既に修めていたために成績が良く、それを鼻にかけて時に教師さえ軽んじる態度を取る者がいた点がある。したがって、この名称は熊本時代ではなく、彼らが京都にいた時に出来た言葉である。

## メンバー

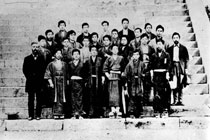
同志社英学校に転じた熊本バンドの集合写真（1877年秋、右端が新島襄、左端がJ.D.デイヴィス）

熊本バンドのメンバーを定義する範囲には6つの説がある。35名（説1）とは花岡山で「奉教趣意書」に署名した人数だが、この時山に登った人数は40名（説2）だった。彼らを中心に趣意に賛同した者たちを「花岡山バンド」と呼んだが、そこには若干の人数差があり、これを考慮してメンバーを約40名（説3）ともする。この「趣意書」原本は同志社に保管されているが、うち14名の署名には抹消線が引かれており、残りは21名（説4）となる。実際に同志社に転校した人数は明瞭ではないが約20名（説5）と言われ、卒業した者は17名（説6）である。
ジェーンズは、メンバーの一時的な離散などもあったが最終的に信仰を貫いた者は予想以上に多かったと述懐しており、これを受けて熊本YMCAは（説3）を取っている。小崎弘道、山崎為徳、吉田作弥、和田正修、赤峰瀬一郎の5人は後からバンドに加わっているが、実は花岡山の時に反キリスト教（耶蘇教排斥）を訴える「正義派」を水前寺にて旗揚げしており、このような成員が一定ではなかったことを示す事例がある。

### 主なメンバー
「奉教趣意書」署名（署名順）
| 番号 | 「奉教趣意書」署名者 | 「奉教趣意書」署名者      | 署名時の年齢(入学年)     | 人物 |
| ---- | -------------------- | ------------------------- | ------------------------ | --- |
| 1    |                      | 宮川経輝                  | 18歳(明治5年入学)        | ジェーンズより受洗、洋学校では後進生教授方。であった。同志社英学校入学、卒業後同志社女学校教師、大阪教会牧師、組合教会三元老の一人になる。 |
| 2    |                      | 古荘三郎                  |                          | ジェーンズより受洗、「奉教趣意書」の草起者で、後に伝道者また実業家になる。 |
| 3    |                      | 岡田松生                  | 17歳(明治6年入学)        | ジェーンズより受洗したが、後に盟約破棄(頭部に〇印、太線で抹消)。同志社英学校に入学し、津田仙の農学社で教師、また牧師になる。 |
| 4    |                      | 林治定                    | (明治5年入学)            | ジェーンズより受洗する。後に、霊南坂教会の創設者の一人になり、後に船長になる。矢嶋楫子の長男 |
| 5    |                      | 不破唯次良 (不破唯次郎)   | 19歳(明治5年入学)        | ジェーンズより受洗、後進生教授方であった。後に同志社英学校に入学し、卒業後牧師になる。 |
| 6    |                      | 由布武三郎                | 13歳(明治5年入学)        | ジェーンズより受洗、洋学校では後進生教授方。後に開成学校に入学後、東京商科大学 (旧制)校長、文部省参事官、弁護士。 |
| 7    |                      | 大嶋徳四郎                |                          | ジェーンズより受洗。 |
| 8    |                      | 蔵原惟郭                  | 14歳(明治8年入学)        | ジェーンズより受洗、同志社英学校に入学後米国留学。熊本英学校校長、早稲田大学教授、衆議院議員 |
| 9    |                      | 金森通倫                  | 18歳(明治5年入学)        | 石破茂総理大臣の母方の曾祖父である。 洋学校では後進生教授方。同志社入学後に新島襄より受洗。同志社英学校卒業後、岡山教会牧師、その後、官吏になり一時棄教、妻の死去後に信仰回復し、救世軍、日本ホーリネス教会にかかわる。 |
| 10   |                      | 吉田萬熊                  |                          | 後に盟約破棄(太線で抹消) |
| 11   |                      | 辻豊吉 (家永豊吉)         | 13歳                     | ジェーンズより洗礼を受ける、同志社英学校へ入学し、卒業後東京商大教授、コロンビア大学、シカゴ大学教授 |
| 12   |                      | 亀山昇                    | 13歳                     | ジェーンズより受洗したと言われる。同志社卒業後、伝道師。沢山保羅の後を継いで浪花教会牧師 |
| 13   |                      | 海老名喜三郎 (海老名弾正) | 19歳(明治6年入学)        | ジェーンズより受洗、洋学校では後進生教授方。同志社卒業後、日本組合基督教会三元老の一人になる。1920年に同志社総長となり、同志社大学の男女共学を実現させた。 |
| 14   |                      | 浦本武雄                  | 12歳(明治8年入学)        | 後に盟約破棄(細字で抹消)。後に医者になる |
| 15   |                      | 大屋武雄                  | (明治8年入学)            | ジェーンズより受洗 |
| 16   |                      | 両角政之                  | 19歳                     | 後に盟約破棄(太線で抹消) |
| 17   |                      | 野田武雄                  | 後に盟約破棄(細線で抹消) | |
| 18   |                      | 下村孝太郎                | 12歳(明治6年入学)        | ジェーンズより受洗。同志社英学校卒業後、英語教師、工学博士、同志社第6代社長 |
| 19   |                      | 北野要一郎 (山田正喬)     |                          | 後に盟約破棄(太線で抹消)、長崎英学校教師 |
| 20   |                      | 加藤勇次郎                | 14歳(明治6年入学)        | ジェーンズより受洗、同志社英学校に卒業後、同志社女学校教師、後に理学博士 |
| 21   |                      | 原井淳太                  |                          | 後に盟約破棄(細線で抹消) |
| 22   |                      | 紫藤章                    | 15歳                     | 後に盟約破棄(太線と細線で二度抹消)、農学博士、熊本電気社長、熊本商業会議所会頭、市立横浜生糸試験所所長 |
| 23   |                      | 松尾敬吾                  | 16歳                     | 後に盟約破棄。同志社英学校卒業後に岡山での地域伝道。後に、熊本県立八代高等女学校校長 |
| 24   |                      | 金子富吉                  | (明治8年入学)            | ジェーンズより受洗。同志社英学校卒業 |
| 25   |                      | 古閑義明                  | 20歳 (明治8年入学)       | 植木学校から熊本洋学校、熊本バンドを経て、西南戦争でも活躍した日本で唯一の人物。 1855年(安政2年)10月10日、熊本城下の熊本藩、徒士(かち)の家に生まれ、幼少期は剣術や勉学だけでなく歌道や鞠道などにも秀で、歌鞠両道(現在の文武両道)と呼ばれた。 植木学校では司馬遼太郎の「飛ぶが如く」でも描かれた宮崎八郎や有馬源内から自由民権思想を学び、同志社英学校入学後の翌年には、西南戦争に参戦する為に同志社を中退して、平川惟一率いる熊本協同隊に加わり勇名を馳せた。 西南戦争後は、政治活動家として相愛社以来、熊本の立憲政友会のために尽くした人物。 政治以外にも熊日新聞の前身となる海西日報や九州自由新聞にも携わり、古閑の書いた社説は難解な社会問題を独自に解決する内容であったため、全国的に注目され明治天皇もご愛読された程だった。 後に古閑は西南戦争で負傷した傷を癒すため日奈久に移住した。 その日奈久で古閑を師と仰いだ親戚に当たる伊豆富人は、古閑と同じ政治と新聞報道の道に進み、その後衆院議員となり、政界を退いた後は、熊本日日新聞社とRKK熊本放送の創立者となった。 |
| 26   |                      | 上原方立                  | 14歳                     | ジェーンズより受洗、同志社英学校へ入学し、卒業後島之内教会牧師になる。腸チフスで24歳で早世 |
| 27   |                      | 徳冨豬弌郒 (徳富蘇峰)     | 12歳(明治8年入学)        | 同志社英学校へ入学し新島襄より受洗、後同志社を中退、熊本で大江義塾を開設。東京で民友社を設立。『国民之友』『国民新聞』を創刊 |
| 28   |                      | 森田久萬人                | 17歳(明治4年入学)        | ジェーンズより受洗、同志社英語学校、イエール大学留学後、同志社教授 |
| 29   |                      | 伊勢時雄 (横井時雄)       | 18歳(明治4年入学)        | 横井小楠の長男。洋学校時代は後進生教授方であった。洋学校へ閉校後、開成学校に入学、そして開成学校より同志社英学校に転入。同志社卒業後今治教会牧師。逓信省官房長、同志社第3代社長 |
| 30   |                      | 浮田和民                  | 16歳(明治4年入学)        | ジェーンズより受洗。後に米国イエール大学留学。帰国後、同志社政治学校校長、早稲田大学教授。大正デモクラシーの牽引者 |
| 31   |                      | 阪井禎甫                  | 18歳                     | 「奉教趣意書」の起草者、同志社に入学するが、後に盟約破棄(頭部に〇印、細線で抹消) |
| 32   |                      | 市原盛宏                  | 17歳(明治4年入学)        | ジェーンズより受洗、同志社卒業後、同志社教師、日本銀行、第一銀行、横浜市長、朝鮮銀行総裁 |
| 33   |                      | 川上虎男                  |                          | 後に盟約破棄(細線で抹消) |
| 34   |                      | 鈴木萬                    | 14歳                     | 後に盟約破棄(細線で抹消) |
| 35   |                      | 今村慎始                  | 17歳(明治8年入学)        | 官吏、後に盟約破棄(細線で抹消) |

その他のメンバー(同志社英学校で合流し熊本バンドと呼ばれる人物)
| 番号 | 同志社合流メンバー | 同志社合流メンバー | 入学年 | 人物 |
| ---- | ------------------ | ------------------ | ------ | --- |
| 1    |                    | 小崎弘道           | 1876年 | 花岡山には参加しなかったが、ジェーンズより受洗、同志社英学校入学、卒業後は同志社第2代目社長になる。同志社女学校教師、また、霊南坂教会を設立し牧師に就任、六合雑誌を刊行する。組合教会三元老の一人 |
| 2    |                    | 山崎為徳           | 1877年 | 水沢出身で、熊本洋学校に入学し、開成学校に籍を置くが、同志社に転入する。卒業後、同志社英学校の教授になるが24歳で死去。                                                                            |
| 3    |                    | 吉田作弥           | 1876年 | 同志社英学校に入学、卒業後に神戸女学院教授。後に、外務省官吏 |
| 4    |                    | 鎌田助 (原田助)    | 1880年 | 広取英和学校から同志社英学校に転入、卒業後同志社教授。同志社第7代社長、ハワイ大学教授 |
| 5    |                    | 岡田源太郎         |        | ジェーンズより受洗、後に同志社英学校に入学するが中退。鹿児島造士館で教師 |
| 6    |                    | 和田正修           |        | ジェーンズより受洗、開成学校に入学するが、同志社英学校へ転入。 |
| 7    |                    | 赤峰瀬一郎         |        | ジェーンズより受洗。同志社英学校在学中に今治伝道 |
| 8    |                    | 松田大三郎         |        | 同志社卒業 |
| 9    |                    | 長田時行           | 1880年 | 同志社に入学し新島襄に師事するが、2カ月で退学。 |